# Upplands runinskrifter 380
Upplands runinskrifter 380 är en vikingatida runsten av skiffrig bergart som står rest på kyrkogården vid Mariakyrkan i Sigtuna. Runstenen är cirka 1 meter hög, 0,5 meter bred och 2 decimeter tjock. Runhöjden är ungefär 7 centimeter hög. Den största delen av stenen är förkommen. Några meter väster om U 380 finns runstenen U 381. Stenen påträffades i kyrkogårdsmuren vid en omläggning 1899-1900. Muren byggdes 1796. Stenens historia innan dess, och dess ursprungliga plats, är okänd.

## Inskriften
Translitterering av runraden:
...s--arn ' auk · kus · li... ...
Normalisering till runsvenska:
[A]s[bi]orn ok Kuss(?)/Guss(?) le[tu] ...
Översättning till nusvenska:
Åsbjörn och kus läto ...
Det andra namnet, kus, återfinnes på två runstenar väster om Sigtuna: U 640 och U 648; båda inskrifter avse samma man.